# Рахьинское городское поселение
Рахьи́нское городско́е поселе́ние — муниципальное образование в составе Всеволожского района Ленинградской области. Административный центр — посёлок городского типа Рахья́.

## Географические данные
- Общая площадь: 346,29 км²
- Нахождение: восточная часть Всеволожского района
  - Граничит:
    - на севере — с Куйвозовским сельским поселением
    - на юге — с Морозовским городским поселением
    - на юго-западе — со Щегловским сельским поселением
    - на западе — с Романовским сельским поселением
    - на северо-западе — с Токсовским городским поселением
- Восточная граница поселения омывается Ладожским озером

По территории поселения проходят автодороги:
- А120 (Санкт-Петербургское северное полукольцо, бывшая 41А-189 «Магистральная» (Р21 — Васкелово — А121 — А181))
- 41К-064 «Дорога жизни» (Санкт-Петербург — Морье)
- 41К-202 (Проба — Лепсари — Борисова Грива)
- 41К-204 (спецподъезд к дер. Ваганово)
- 41К-301 (подъезд к дер. Коккорево)
- 41К-303 (подъезд к пос. Змеиный)

Расстояние от административного центра поселения до районного центра — 19 км.
По территории поселения проходит железная дорога Ириновского направления ОЖД

## История
Рахьинское городское поселение образовано 1 января 2006 года в соответствии с областным законом № 17-оз от 10 марта 2004 года. Оно включило в себя территорию посёлка городского типа Рахья и бывшей Вагановской волости.

## Геологические особенности
Значительные площади занимают биогенные отложения, представленные торфом мощностью до 7 — 8 метров.

## Население
| 2006  | 2010  | 2011  | 2012  | 2013  | 2014  | 2015  |
| ----- | ----- | ----- | ----- | ----- | ----- | ----- |
| 6100  | ↗7256 | ↗7267 | ↗7438 | ↗7529 | ↗7694 | ↗7827 |
| 2016  | 2017  | 2018  | 2019  | 2020  | 2021  | 2023  |
| ↗7895 | ↘7894 | ↘7869 | ↗7999 | ↗8013 | ↗9013 | ↘8910 |
| 2024  | 2025  |       |       |       |       |       |
| ↘8771 | ↗8794 |       |       |       |       |       |

## Состав городского поселения
| №  | Населённый пункт      | Тип населённого пункта | Население    |
| -- | --------------------- | ---------------------- | ------------ |
| 1  | Борисова Грива        | деревня                | ↘1175 (2017) |
| 2  | Ваганово              | деревня                | ↘1127 (2017) |
| 3  | Змеиный               | посёлок                | ↘10 (2017)   |
| 4  | Ириновка              | деревня                | ↘95 (2017)   |
| 5  | Ириновка              | посёлок ж.д. станции   | ↗673 (2017)  |
| 6  | Коккорево             | деревня                | ↘210 (2017)  |
| 7  | Ладожский Трудпосёлок | деревня                | ↗140 (2017)  |
| 8  | Ладожское Озеро       | посёлок ж.д. станции   | ↘161 (2017)  |
| 9  | Морье                 | деревня                | ↘19 (2017)   |
| 10 | Посёлок № 13          | посёлок                | ↘63 (2017)   |
| 11 | Посёлок № 2           | посёлок                | ↘17 (2017)   |
| 12 | Проба                 | деревня                | ↗290 (2017)  |
| 13 | Рахья                 | городской посёлок      | ↗3797 (2025) |

## Местное самоуправление
С 1 января 2006 года главой поселения являлся Пирнач Станислав Станиславович, а главой администрации — Кузнецов Сергей Павлович. С октября 2009 года главой поселения является Дубинин Александр Иванович. С мая 2009 года по 2012 год главой администрации являлся Саморуков Александр Николаевич, с 2012 года по сентябрь 2019 — Воробей Виталий Васильевич. С ноября 2019 — Самохина Наталья Владимировна.

## Экономика
После закрытия торфоразработок, основу экономики муниципального образования составляют мелкие деревообрабатывающие предприятия.